# Сусень (комуна, Арджеш)
Сусень, Сусені (рум. Suseni) — комуна у повіті Арджеш в Румунії. До складу комуни входять такі села (дані про населення за 2002 рік):
- Бурдешть (197 осіб)
- Гелешешть (349 осіб)
- Кіріцешть (71 особа)
- Одеєнь (457 осіб)
- Педурень (182 особи)
- Стримбень (352 особи)
- Сусень (528 осіб)
- Цуцулешть (423 особи)
- Чершань (837 осіб)
- Штефенешть (140 осіб)

Комуна розташована на відстані 95 км на захід від Бухареста, 18 км на південний схід від Пітешть, 100 км на північний схід від Крайови, 116 км на південний захід від Брашова.

## Населення
За даними перепису населення 2002 року у комуні проживали 3536 осіб.
Національний склад населення комуни:
| Національність | Кількість осіб | Відсоток |
| -------------- | -------------- | -------- |
| румуни         | 3531           | 99,9%    |
| цигани         | 3              | 0,1%     |
| угорці         | 1              | < 0,1%   |
| українці       | 1              | < 0,1%   |

Рідною мовою назвали:
| Мова       | Кількість осіб | Відсоток |
| ---------- | -------------- | -------- |
| румунська  | 3533           | 99,9%    |
| угорська   | 1              | < 0,1%   |
| циганська  | 1              | < 0,1%   |
| українська | 1              | < 0,1%   |

Склад населення комуни за віросповіданням:
| Релігія       | Кількість осіб | Відсоток |
| ------------- | -------------- | -------- |
| православні   | 3494           | 98,8%    |
| п'ятдесятники | 24             | 0,7%     |
| адвентисти    | 14             | 0,4%     |
| римо-католики | 3              | 0,1%     |
| не релігійні  | 1              | < 0,1%   |

## Зовнішні посилання
- Дані про комуну Сусень на сайті Ghidul Primăriilor